# Ubli (Nikšić)
Pour les articles homonymes, voir Ubli.
Ubli (en serbe cyrillique: Убли) est un village de l'ouest du Monténégro, dans la municipalité de Nikšić.

## Démographie

### Évolution historique de la population[1]
| 1948 | 1953 | 1961 | 1971 | 1981 | 1991 | 2003 |
| ---- | ---- | ---- | ---- | ---- | ---- | ---- |
| 81   | 94   | 85   | 74   | 56   | 40   | 23   |